# Ljungbyholm
Ljungbyholm è una località (tätort) della Svezia di poco più che 1 600 abitanti, sita nel comune di Kalmar, 15 km a sud del capoluogo di comune.

## Storia
La storia di Ljungbyholm ha radici molto profonde nel tempo. I primi insediamenti risalgono all'età della pietra, età in cui si svilupparono i primi insediamenti lungo il fiume Ljungbyån. Tutt'oggi il fiume ricopre un'importanza notevole per la città, dividendo la parte meridionale (più antica) da quella settentrionale moderna. La parte meridionale della città possiede ancora una parte antica e fortificata, resti dell'antico villaggio di Ljungby.